# گوئیرگو
گوئیرگو شهری در شهرستان کومبیسیری در استان بازگا در بورکینافاسوی مرکزی است و جمعیت آن ۱۲۵۴ نفر است.